# Вани

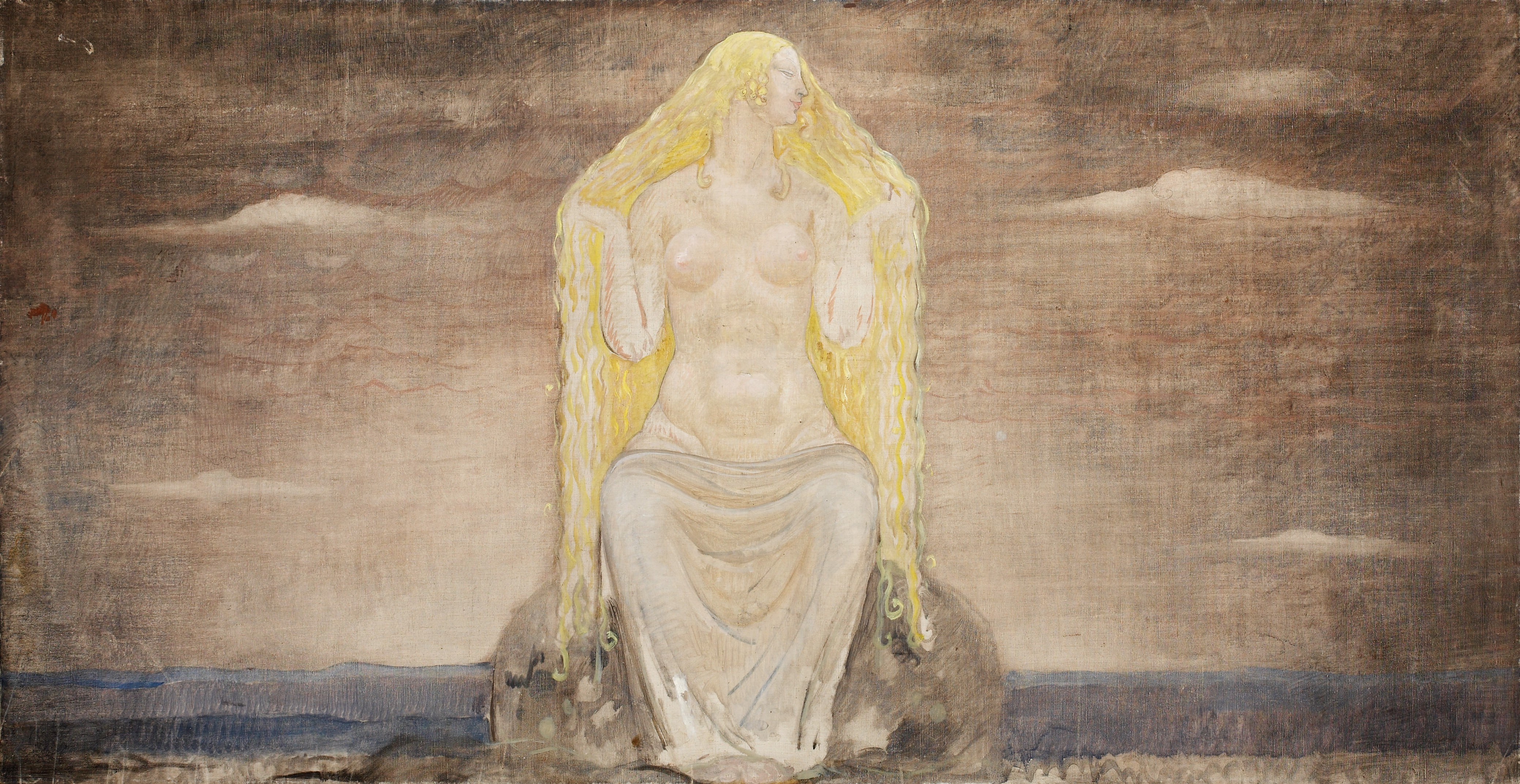
Фрейя в уявленні Йона Бауера.

Вани (давньосканд.Vanir) — група богів у германо-скандинавській міфології. Вони є давнішими та мудрішими від асів, з якими то ворогують, то підписують мир.

## Ванагейм
Вани мешкають в своїй країні — Ванагеймі, яка, згідно з «Сагою про Інґлінґів», розташовувалася в Північному Причорномор'ї на захід від річки Ванаквісль (Дон).

## Перелік ванів
- Ньйорд — бог плодючості, вітру та морської стихії, живе в Асґарді як заручник; батько Фрейра та Фрейї.
- Фрейр — бог літа, врожаю, багатства та миру.
- Фрейя — богиня кохання та краси, донька Ньйорда, відьма, яка навчила асів чаклунству.
- Ґулльвейґ — зла чаклунка, яка прислужилася причиною війни асів та ванів.

## Війна асів та ванів
В перші роки від створення світу вани відіслали до асів жінку Ґулльвейґ (перекладається як «сила золота»), живе втілення жадібності. Бог Одін тричі намагався знищити її, й тричі вона оживала. Як помсту за приниження, аси почали війну проти ванів.
У військо пожбурив

Одін свій спис, це також відбулося

в дні першої війни;

впали стіни

фортеці асів, вани в битві

ворогів перемагали.
«Пророкування вельви», строфа 24

Пізніше боги підписали мирний договір та обмінялися заручниками. Відтоді деякі вани — Фрейр, Фрейя та Ньйорд — оселилися в Асгарді, а аси Генір та Мімір живуть з ванами. Пізніше Гьонір став вождем ванів, тоді як Міміру відтяли голову й зробили з неї амулет.

## Квасір
- Квасір — бог мудрості[4], який народився зі слини асів та ванів, які здійснили обрядове змішання слини в чаші під час підписання мирного договору.

## Вани та слов'яни
Павел Йозеф Шафарик зближує ім'я ванів з етнонімом венеди, а також топонімом Вантіт. В епоху германських міграцій територію Ванагейму населяв слов'янський народ антів.